# Harry Cullberg
Harry Cullberg, född 18 november 1891 i Harestads socken, död 16 januari 1984 i Örgryte församling, Göteborg, var en svensk skolman.
Efter studentexamen i Göteborg 1909 blev Cullberg teologie kandidat vid Uppsala universitet och avlade praktisk teologisk examen där 1916. År 1924 grundade Cullberg Sigtunaskolan, ett internatläroverk för pojkar i syfte "att inom ramen för vårt nuvarande skolväsen finna en skolform, som tager största möjliga hänsyn till den enskilde lärjungens daning till en nyttig samhällsmedborgare". Cullberg var även skolans rektor och föreståndare från dess grundande och var även ordförande i styrelsen för Sigtuna fornhem.
Harry Cullberg var son till kontraktsprosten Johan Cullberg. Han var bror till Oscar och John Cullberg.